# Chickney
Chickney – wieś i civil parish w Anglii, w hrabstwie Essex, w dystrykcie Uttlesford. W 2001 roku civil parish liczyła 38 mieszkańców. Chickney jest wspomniana w Domesday Book (1086) jako Cicchenai.